# Golina (powiat stargardzki)
Golina – wieś w Polsce położona w województwie zachodniopomorskim, w powiecie stargardzkim, w gminie Stargard, 13 km na północny wschód od Stargardu.
W latach 1975–1998 miejscowość administracyjnie należała do województwa szczecińskiego.
Wieś w kształcie okolnicy z centralnie położonym kościołem. W średniowieczu Golina była lennem joannitów.

## Zabytki i atrakcje
- Kościół pw. Matki Boskiej Pośredniczki Łask z 1820
- Dwa zabytkowe cmentarze z XIX i XX wieku
- Dwa domy szachulcowe z końca XIX wieku